# Vaskapu-hócsúcs

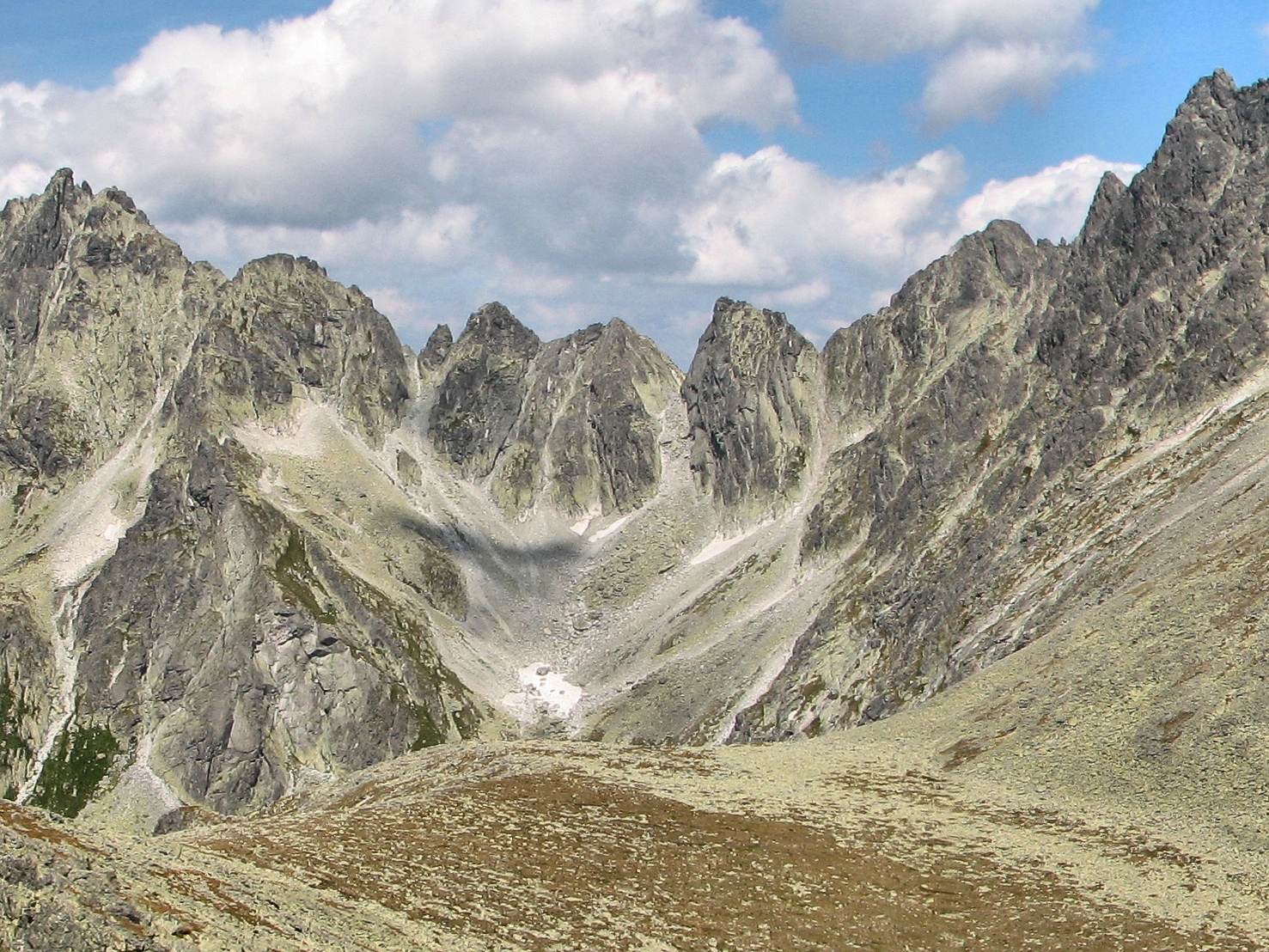
A Tompa-hegy felől (középen)

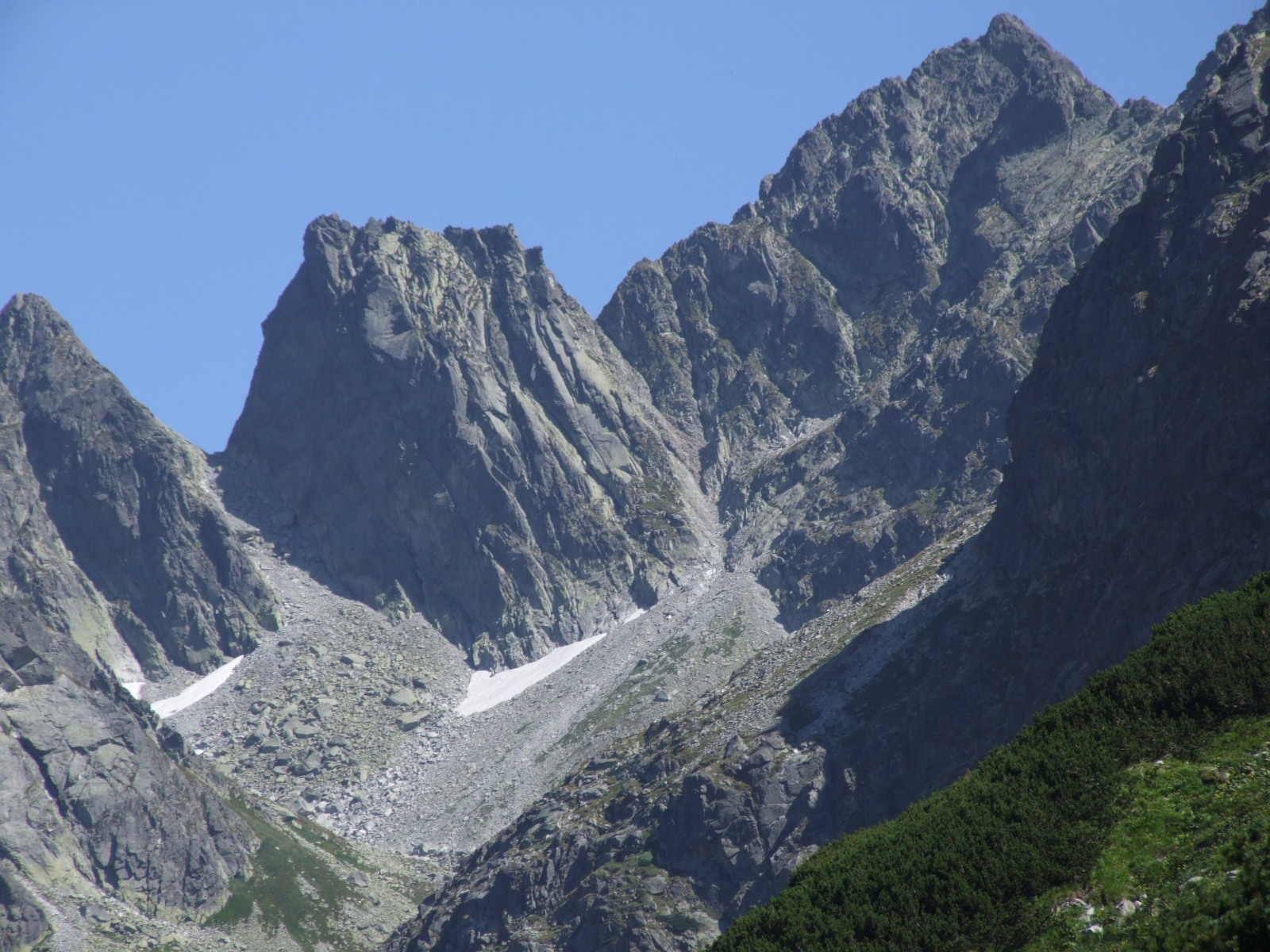
Balról jobbra a Széles-Vaskapu-hócsúcs, a Keleti-Vaskapu-hágó, a Keleti-Vaskapu-csúcs, az Omladék-völgyi-csorba (Krygowski-horhos), a Jeges-tavi-csúcs és a Jeges-tavi-hágó

A Vaskapu-hócsúcs (szlovákul Prostredná Snežná kopa, németül Eisernes Tor Schneekoppe) háromormú hegycsúcs a Magas-Tátrában. Főormának magassága 2322 méter.

## Leírás
A háromormú Vaskapu-hócsúcsot a Keleti- és Nyugati Vaskapu-hágók fogják közre. A csúcs legmagasabb orma a kupola alakú középső főorom (Középső-Vaskapu-hócsúcs, 2322 m). Ehhez a kisebb, tűhegyes északnyugati orom (Kis-Vaskapu-hócsúcs) támaszkodik, a főorom másik oldalon pedig a hosszan elnyúló váll formájú délkeleti orom (Széles-Vaskapu-hócsúcs, kb. 2310 m).
A Vaskapu-hócsúcs tömegéhez (a Kacsa-völgy felé eső oldalán) egy hófennsík támaszkodik, magasan a völgy színe fölött, meredeken a völgy felé szakadó sziklafalakkal határolva. Erről a hófennsíkról egy rövid rövid oldalgerinc, a Vaskapu-torony (kb. 2180 m,  szlovák neve Veža železnej brány, német neve Eiserner Tor Turm) ágazik el a Kacsa-völgy felé. További formációk elnevezései a torony környékén: Vaskapu-toronyi csorba (azaz „rés”) (Železná štrbina, Eiserne Scharte) és a Vaskapu-átjáró (Železná priehyba, Eiserner Tor Durchgang). 

## Az ormok első megmászói
- Főorom: 1903. augusztus 31., Scheuermann H., Scheuermann L., Strasser O. és Knopf R. (vezetők: Kirner P. és Spitzkopf P.).
- Északnyugati orom: 1907. augusztus 12., Martin, Alfred (vezető: id. Franz János).

## Külső hivatkozások
- Magyar Hegy- és Sportmászó Szövetség
- A Magas-Tátra névtára
- Tátra.lap.hu – Linkgyűjtemény